# Ghilman
Ghilmān in arabo ﻏﻠﻤﺎﻥ‎? (plurale di ghulām, in arabo غُلاَم‎?), è la parola araba usata per indicare gli schiavi, i paggi, i giovani presenti nel Paradiso islamico o i militari di origine servile (ma poi in linea di massima affrancati) che servirono negli eserciti abbasidi a partire dall'età del califfo al-Maʾmūn, che autorizzò il fratello (e, più tardi, successore) al-Mu'tasim ad arruolarne in gran numero per sovvenire all'infiacchimento della componente persiana dell'esercito (i cosiddetti Khurāsāniyya, ossia "[l'esercito] khorasanico", o anche Abnāʾ al-Dawla, ovvero "Figli della dinastia [abbaside]").

## Storia
I ghilmān furono acquistati in gran numero da al-Mu'tasim (reg. 833–842), che riuscì a costituire dei corpi ottimamente addestrati e fedelissimi al loro signore e padrone. Talora prigionieri di guerra che accettavano il servizio militare per evitare il carcere, ma più spesso veri e propri schiavi acquistati sui vari mercati di carne umana, erano per lo più Turchi del Caucaso, della Transoxiana, dell'Asia centrale e delle steppe euro-asiatiche.
La fine dell'esercito composto in prevalenza da uomini di condizione libera in favore dei professionisti, composti da schiavi addestrati accuratamente, rappresentò nell'immediato un'ottima soluzione al declino della componente iranica, centrale fin dall'epoca di Abu Muslim e dell'avvio della cosiddetta "Rivoluzione abbaside, ma rappresentò un veleno che lentamente espresse i suoi nefasti effetti nelle varie società islamiche che del loro servizio si avvalsero.
I ghilmān infatti, a causa delle loro indubbie capacità, assursero in breve tempo a incarichi non solo militari, ma politici, diventando non di rado governatori delle più disparate province e, non di rado, usurpatori di quel potere che aveva loro delegato ogni incarico governativo e militare.
Furono le loro intemperanze a causare la cosiddetta "Anarchia di Samarra" che mise in ginocchio il Califfato abbaside. Furono loro dinastie a impadronirsi del potere in Egitto e Siria (coi Tulunidi dapprima e con i Mamelucchi più tardi), così come in Nordafrica sarà un antico schiavo turco l'eponimo della dinastia degli Aghlabidi e, in Khorasan, Afghanistan e Punjab, di origine servile sarà la dinastia dei Ghaznavidi e a Delhi quella dei Mamelucchi di Delhi.
Difficile tracciare una precisa origine e una soddisfacente biografia di tanti ghilmān, spesso ricordati con il solo nome, senza alcuna notizia del loro luogo d'origine e data di nascita.